# Dulcești, Constanța
Dulcești este un sat în comuna 23 August din județul Constanța, Dobrogea, România. În trecut a purtat numele de Küçük-Tatlıcak („Tatlageacul Mic”/„Tatlâgeac Mic”). La recensământul din 2002, satul avea o populație de 1370 locuitori.

## NOTE
1. ↑  Google Earth
2. ↑  x indică operatorul telefonic: 2 pentru Romtelecom și 3 pentru alți operatori de telefonie fixă
3. ↑  http://exonyme%5Bnefuncțională%5D. bplaced. net/Board/Thread-T%C3%BCrkische-Ortsnamen-in-der-n%C3%B6rdlichen-Dobrudscha-Rum%C3%A4nien

 Acest articol despre o localitate din județul Constanța este deocamdată un ciot. Puteți ajuta Wikipedia prin completarea lui.